# La Misma Gente (Rockband)
La Misma Gente ist eine venezolanische Rockband, die 1977 in San Antonio de los Altos gegründet wurde und die auch dreißig Jahre später noch aktiv ist. In Kolumbien gab es eine weitere Band gleichen Namens, die lateinamerikanische Tanzmusik spielte und über 25 Jahre lang bestand.
Die venezolanische Band La Misma Gente wurde von Pedro Vicente Lizardo und seinem Bruder Humberto Enrique Lizardo gegründet. Sie sind Söhne des Dichters Pedro Francisco Lizardo. Pedro Vicente Lizardo übernahm in der Gruppe die Rolle des Sängers, Texters und Gitarristen, sein Bruder die des Bassisten. Dazu kamen Victor González am Schlagzeug, Pedro Galindo als Komponist, Sänger und Saxofonist, Mario Bresanutti am Piano, als Sänger und Komponist und Ricardo Ramírez an der Flöte.
Die Lizardo-Brüder hatten vorher in den 1960er Jahren mit Los Barracudas gespielt und in den 1970ern mit Apocalipsis. Der Schlagzeuger kam von Sky White Meditation.

## Diskografie
- 1983: Por Fin
- 1984: Luz y Fuerza
- 1986: Tres
- 1992: A la Calle
- 1996: La Misma Gente